# 何顒
何 顒（か ぎょう、生没年不詳）は、中国後漢末期の政治家。字は伯求。荊州南陽郡襄郷県の人。党錮を受けた党人の一人として、後漢書党錮列伝に立伝されている。

## 生涯
若くして洛陽に遊学し、若年にも拘らず時の名士である郭泰・賈彪と誼を通じて、太学に名を顕した。友人の虞偉高が父の仇に報いずして病に倒れた時、何顒はその義に感じ入って代わりに報復してやり、その首を墓前に捧げたという逸話がある。
陳蕃・李膺が宦官との争いに敗れて誅殺されると、何顒もまた彼らと親しかったことから宦官に陥れられることになった。何顒が姓名を変え汝南へ逃亡したが、至るところの豪傑は皆何顒を歓迎した。特に袁紹の敬慕を受けて彼と往来し、奔走の友となった。
当時、党錮の難を避けて洛陽から逃れる者が多かったが、何顒は逆に洛陽へ入り、袁紹の計画に従って囚われの者達を助けてやった。彼のおかげで逃れることの出来た者は甚だ多かったという。
党錮が解かれると司空府に招聘された。三公の会議が開かれるごとに何顒が推薦されないことは無く、昇進を重ねた。何進が政治を執ると、智謀の士として逢紀・荀攸らと共に、腹心の役割を担った。
董卓が政権を握ると、強迫によってその長史に任じられたが、病に託けて就かなかった。また、山東へ逃れた袁紹に激怒する董卓を宥め、太守の位を与えて懐柔するように進言した一人でもある。同時に荀爽・王允・鄭泰・荀攸らと共に、董卓を排除する謀議を練っていたが、荀爽が間もなく死去した後、何顒もまた別の罪で捕らえられ、憂憤しながら死去した。
何顒は曹操を見たとき、嘆じて「漢家將亡，安天下者必此人也（漢王朝はまさに滅びようとしている。天下を安んじるのは必ずやこの人だ）」と語り、また荀彧を「王佐の器(才)」と評したことでも知られる。荀彧は後に尚書令となってから、長安へ人をやって叔父荀爽の遺体を引き取り、同時に何顒の遺体も荀爽の塚の傍に葬ったという。

## 参考出典
- 『後漢書』党錮列伝第五十七 何顒伝
- 同書竇何列伝第五十九 何進伝
- 同書鄭孔荀列伝第六十 荀彧伝
- 同書董卓列伝第六十二
- 『三国志』魏書一 武帝紀
- 同書魏書十 荀攸伝